# Bradyella
Bradyella es un género de foraminífero bentónico considerado un sinónimo posterior de Amphisorus de la subfamilia Soritinae, de la familia Soritidae, de la superfamilia Soritoidea, del suborden Miliolina y del orden Miliolida. Su especie tipo era Orbitolites duplex. Su rango cronoestratigráfico abarca el Holoceno.

## Clasificación
Bradyella incluía a la siguiente especie:
- Bradyella duplex